# United Sikkim Football Club
Maillots
Le United Sikkim Football Club (en népalais : युनाइटेड सिक्किम फुटबल क्लब, et en hindi : यूनाइटेड सिक्किम फुटबॉल क्लब), plus couramment abrégé en United Sikkim, est un club indien de football fondé en 2008 et basé dans la ville de Gangtok, dans l'État du Sikkim.

## Historique
- 2008 : fondation du club sous le nom de United Sikkim.
- 2012 : le club est promu en Première division indienne pour la première fois de son histoire.

## Palmarès
| Compétitions nationales                             |
| --------------------------------------------------- |
| - Championnat d'Inde D2 (1) : - Champion : 2011-12. |

## Personnalités du club

### Présidents du club
- Baichung Bhutia

### Entraîneurs du club
- Stanley Rozario - De mars 2011 à décembre 2011
- Philippe de Ridder - De décembre 2011 à aujourd'hui
- Santosh Kashyap

## Historique du logo
|                          |                           |  |  |  |
| Logo du club (2011-2012) | Logo actuel (depuis 2012) |  |  |  |
|                          |                           |  |  |  |